# The Heist (album)
The Heist è il primo album del duo statunitense, rispettivamente rapper e produttore discografico, Macklemore & Ryan Lewis. Ha raggiunto la prima posizione su iTunes in un'ora dalla sua pubblicazione il 9 ottobre 2012.
L'album è stato registrato a Seattle tra il 2009 e il 2012 ed è stato pubblicato dalla etichetta indipendente Macklemore LLC. I primi singoli sono stati pubblicati prima dell'uscita dell'album a partire dal 2010; il quinto singolo è stato Thrift Shop, principale successo commerciale dell'album, che ha raggiunto la prima posizione nella Billboard Hot 100. Il terzo singolo dell'album è stato Can't Hold Us ed è stato un buon successo dal punto di vista commerciale, tanto da aver raggiunto la posizione numero 1 negli Stati Uniti, Australia e Svezia. L'album ha venduto 78 000 copie nella prima settimana dopo la pubblicazione e ha debuttato alla posizione numero 2 della Billboard 200 e alla posizione numero 1 della Billboard Top R&B/Hip-Hop Albums e della Top Rap Albums. Nell'aprile 2013 l'album ha venduto oltre 1 000 000 copie negli Stati Uniti, ricevendo ottime recensioni da parte della critica.

## Storia

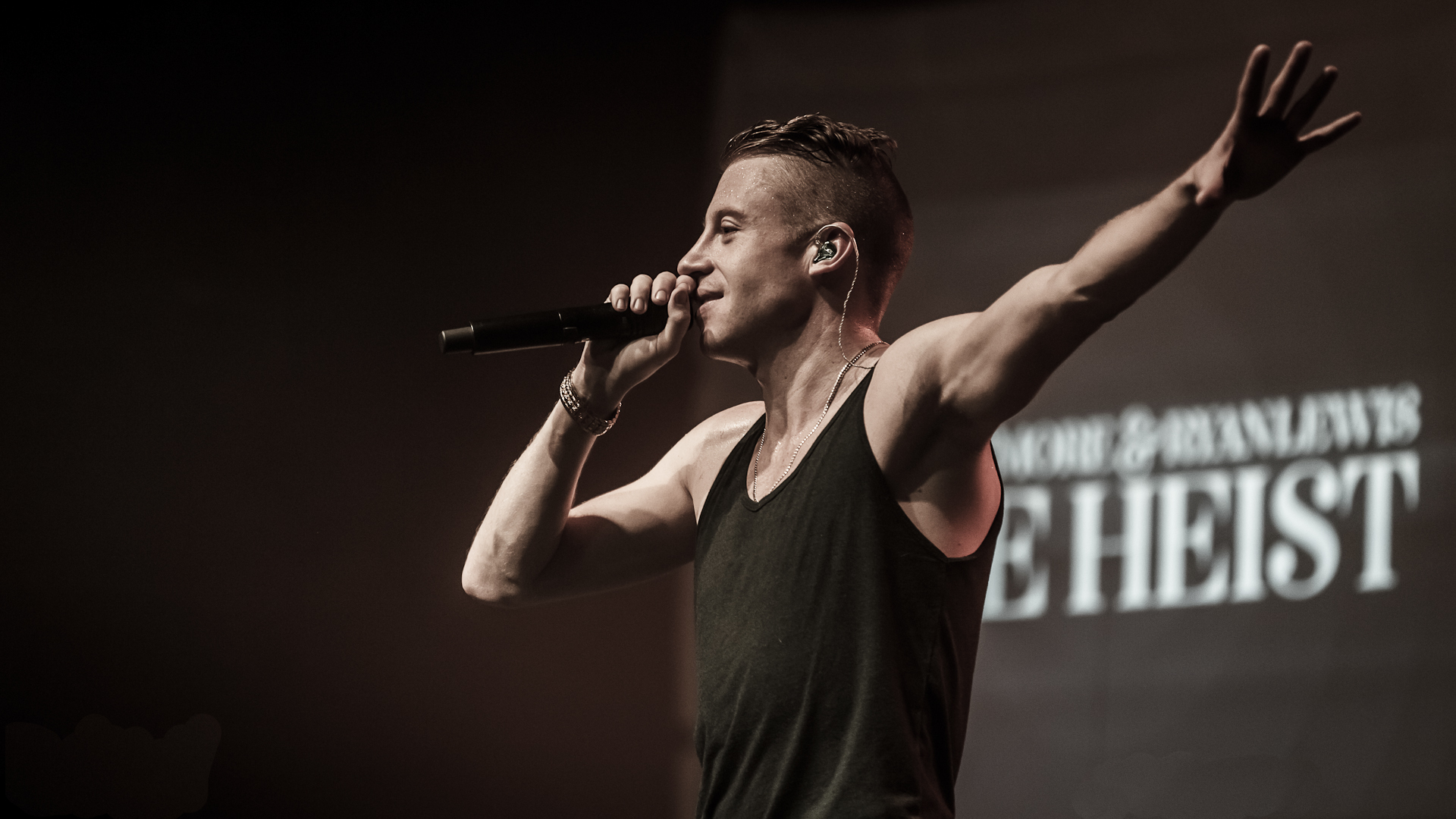
Macklemore si esibisce a Toronto nel 2013 per promuovere l'album

Nel luglio 2012, Macklemore & Ryan Lewis hanno annunciato il loro album di debutto, The Heist, dichiarando che sarebbe stato pubblicato il 9 ottobre 2012 e che alla pubblicazione avrebbe seguito un tour mondiale per promuoverlo. Il 18 luglio 2012 è stata pubblicata Same Love, in collaborazione con Mary Lambert per supportare un referendum di Washington, riguardante il matrimonio gay. Il duo ha annunciato che la canzone sarebbe stata inclusa nell'album, così come le canzoni precedentemente pubblicate My Oh My, Wings, Can't Hold Us. Il 4 settembre 2012 Macklemore & Ryan Lewis hanno pubblicato un video che promuove l'edizione deluxe di The Heist, consistente in una scatola in finta pelle di coccodrillo.
Il disco ha raggiunto la posizione numero 2 della Billboard 200 e, al novembre 2013, ha venduto oltre 1 000 000 copie negli Stati Uniti venendo certificato quindi disco di platino dalla RIAA.
Nel corso dei Grammy Awards 2014 ha vinto nella categoria Best Rap Album, mentre è stato superato da Random Access Memories dei Daft Punk in quella di Album of the Year. Inoltre i due musicisti hanno vinto il Grammy Award al miglior artista esordiente.

## Singoli
Il primo singolo promozionale è stato My Oh My, pubblicato il 21 dicembre 2010. Il 21 gennaio 2011 è stato pubblicato Wings. Can't Hold Us, in collaborazione con Ray Dalton, è stata invece pubblicata il 16 agosto 2011. Nel luglio 2012 è stato pubblicato il singolo Same Love con la partecipazione vocale di Mary Lambert. Il singolo successivo, pubblicato l'8 ottobre 2012, è stato Thrift Shop, in collaborazione con Wanz.

## Accoglienza
The Heist ha ricevuto critiche positive dalla critica. Metacritic, che assegna punteggi in centesimi analizzando le recensioni dei principali critici, ha dato all'album un punteggio di 74 sulla base di 8 recensioni.

## Tracce
1. Ten Thousands Hours – 4:09 (testo: B. Haggerty, R. Lewis, C. Mansfield)
2. Can't Hold Us (feat. Ray Dalton) – 4:18 (testo: B. Haggerty, R. Lewis, R. Dalton)
3. Thrift Shop (feat. Wanz) – 3:56 (testo: B. Haggerty, R. Lewis)
4. Thin Line (feat. Buffalo Madonna) – 4:16 (testo: B. Haggerty, R. Lewis, N. Quiroga)
5. Same Love (feat. Mary Lambert) – 5:20 (testo: B. Haggerty, R. Lewis, M. Lambert)
6. Make the Money – 3:45 (testo: B. Haggerty, R. Lewis)
7. Neon Cathedral (feat. Allen Stone) – 4:34 (testo: B. Haggerty, R. Lewis, A. Stone)
8. BomBom (feat. The Teaching) – 4:56 (testo: R. Lewis)
9. White Walls (feat. Schoolboy Q & Hollis) – 3:40 (testo: B. Haggerty, R. Lewis, Q. Hanley, H. Wear)
10. Jimmy Iovine (feat. Ab-Soul) – 3:53 (testo: B. Haggerty, R. Lewis, H. Stevens IV)
11. Wing$ – 5:00 (testo: B. Haggerty, R. Lewis, H. Wear)
12. A Wake (feat. Evan Roman) – 3:46 (testo: B. Haggerty, R. Lewis, E. Roman)
13. Gold (feat. Eighy4 Fly) – 4:12 (testo: B. Haggerty, R. Lewis, D. Taylor)
14. Starting Over (feat. Ben Bridwell of Band of Horses) – 4:11 (testo: B. Haggerty, R. Lewis, B. Bridwell)
15. Cowboy Boots – 4:18 (testo: B. Haggerty, R. Lewis)

### Tracce bonus nella edizione deluxe
1. Castle – 4:18
2. My Oh My – 4:17
3. Victory Lap – 3:34